# Esaco
Na mitologia grega, Esaco é filho de Príamo e de sua primeira esposa Arisbe, filha de Merops. Esaco casou-se com Asterope, filha de Cebren; quando Asterope morreu, Esaco se lamentou, e foi transformado em um pássaro.
Segundo as Metamorfoses de Ovídio, Esaco é filho do Rei de Troia, Príamo e de Arisbe, sua primeira esposa. O campo lhe aprazia e era neste local que residia. Até que um dia avistou Cebrena uma das Hespérias, a paixão foi imediata fazendo com que Esaco perseguisse a Cebrena pelos campos, até o momento em que Cebrena é picada por uma cobra. Esaco extremamente arrependido, agarrado ao corpo morto da donzela clama arrependido. Tétis tocada pelo seu lamento transforma-o num pássaro, o corvo-marinho. 